# Circo Máximo
Circo Máximo (em latim: Circus Maximus) foi um antigo circo — um estádio utilizado para corridas de bigas — e a maior arena de entretenimento de Roma. Situada no vale entre o Aventino e o Palatino, media 621 metros de comprimento e 118 metros de largura e podia acomodar mais de 150 000 espectadores. Em sua forma mais completa, tornou-se o modelo para todos os demais circos do Império Romano. Atualmente o local é um parque público.

## Eventos e usos
O Circo Máximo era a maior arena dedicada aos jogos públicos que eram realizados nos principais festivais religiosos. Os jogos eram geralmente patrocinados pelos cidadãos mais ricos ou pelo próprio estado romano com o objetivo de agradar ao povo e aos deuses anualmente ou em intervalos bem estabelecidos. Também eram realizados para cumprir um juramento ou promessa ou durante a celebração de um triunfo. Segundo a tradição romana, os mais antigos jogos realizados no Circo Máximo foram prometidos pelo rei Tarquínio, o Soberbo, a Júpiter já no final do período monárquico (século VI a.C.) por sua vitória contra Pomécia.

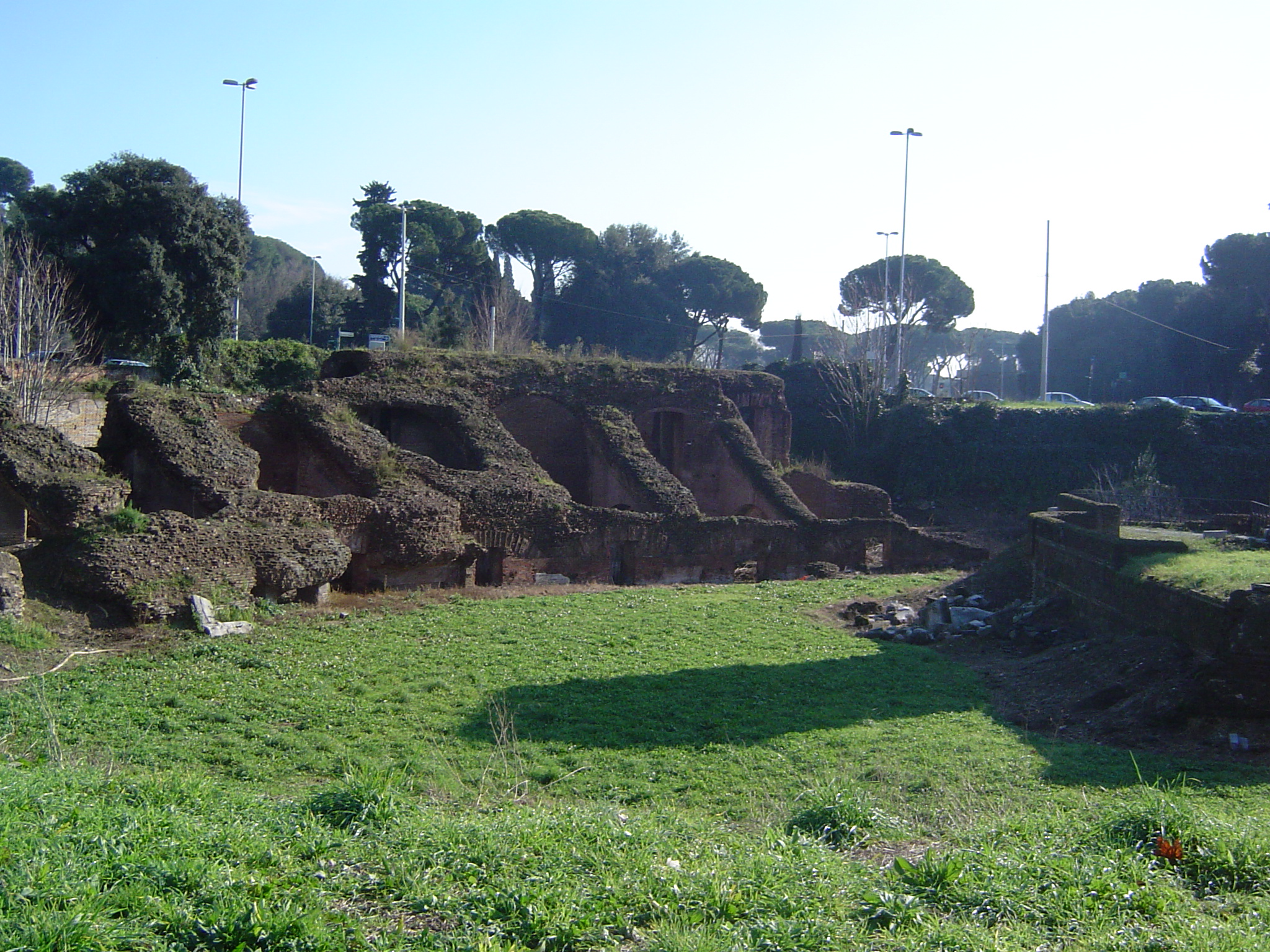
Restos escavados na extremidade sul.

Os maiores jogos começavam com uma pomposa parada (pompa circensis) no Circo Máximo, muito similar uma parada triunfal, que explicava ao povo o objetivo dos jogos e introduzia os participantes. Contudo, alguns eventos realizados no Circo aparentemente eram relativamente pequenos e reservados. Em 167 a.C., "flautistas, atores e dançarinos" atuavam em um palco temporário, provavelmente erigido no centro da arena, entre as seções centrais das duas arquibancadas. Outros eram eventos enormes e imensamente caros, ocupando todo o espaço. Uma veação (venatio) realizada em 169 a.C., uma das várias ocorridas no século II a.C., empregou "63 leopardos e 40 ursos e elefantes", com os espectadores presumivelmente protegidos por grandes barreiras.
Conforme a República se expandia, os jogos passaram a ser cada vez mais faustosos e novos jogos foram inventados pelos políticos que competiam pelo apoio popular e divino. Nos anos finais da República, os jogos ocupavam 57 dias do ano, mas não se sabe quantos destes exigiriam a utilização do Circo. Na maior parte do resto do ano, jóqueis e condutores praticavam utilizando a pista. Nos dias restantes, a arena servia de curral para os animais negociados no vizinho Fórum Boário, que ficava bem ao lado dos carceres (os portões de largada). Abaixo das arquibancadas, perto das múltiplas entradas do Circo, ficavam oficinas e lojas. Na época de Cátulo (meados do século I a.C.), o circo era "um empoeirado espaço aberto com lojas e bancas [...] uma colorida e lotada área de baixa reputação" frequentada por "prostitutas, malabaristas, adivinhos e artistas de rua".
Os imperadores romanos atenderam a crescente demanda popular por jogos regulares e a necessidade de arenas mais especializadas como obrigações essenciais de sua função e de seu culto. Durante os vários séculos de seu desenvolvimento, o Circo Máximo se tornou a arena dedicada à corrida de bigas. No final do século I, o Coliseu passou a abrigar a maior parte dos jogos gladiatoriais e caçadas de animais menores; a maior parte das competições atléticas eram realizadas no Estádio de Domiciano, com exceção das corridas de longa de distância, que ainda eram realizadas no Circo (segundo Plínio, elas podiam chegar a 128 milhas). A partir daí, os jogos passaram a ocupar 135 dias do ano.
Mesmo no auge de seu desenvolvimento como pista de corrida de bigas, o Circo permaneceu sendo o espaço mais apropriado em Roma para procissões religiosas de grande porte e também para grandes caçadas — no final do século III, o imperador Probo realizou uma caçada espetacular na qual os animais eram perseguidos através de uma floresta de árvores num cenário especialmente construído. Com o advento do cristianismo como religião estatal do Império Romano, os jogos gradualmente foram perdendo popularidade. A última caçada realizada no Circo Máximo ocorreu em 523 e a última corrida foi patrocinada pelo rei ostrogodo Tótila em 549.

## Topografia e construção

### Era monárquica
O Circo Máximo ficava no antigo Vale de Múrcia (em latim: Vallis Murcia), entre os montes Aventino e Palatino. Nos primeiros anos de Roma, o vale provavelmente era uma rica área agricultural, propensa a ser inundada pelo Tibre e cortada por um córrego. Pontes sobre este córrego provavelmente foram construídas ainda muito cedo nos dois pontos onde a pista o atravessava e as primeiras corridas provavelmente ocorriam num cenário completamente rural, "com nada além dos postes de virada, bancos para os expectadores se sentarem e alguns santuários e lugares sagrados".
Em "Ab Urbe Condita", Lívio conta que o primeiro rei de Roma etrusco, Lúcio Tarquínio Prisco, construiu uma arquibancada elevada de madeira para os cidadãos mais ilustres da cidade (os patrícios e os equestres), provavelmente na encosta do Palatino e com uma cobertura móvel para proteger do sol e da chuva. Seu neto, Tarquínio Soberbo, acrescentou a primeira arquibancada para a plebe, ou ao lado ou na encosta oposta (do Aventino, que já era uma área predominantemente plebeia). Além disto, o Circo era provavelmente pouco mais do que uma pista atravessando as fazendas vizinhas. É possível que, nesta época, a região já tenha sido drenada, mas toda a estrutura de madeira provavelmente apodrecia e precisava ser reconstruída. Os postes de virada ("metas"), cada uma formada por três pilares cônicos, podem ter sido as primeiras estruturas permanentes do Circo; um canal de escoamento entre os postes pode ter servido como "espina", ou a barreira central da pista.

### Período republicano
O patrocinador dos jogos (em latim: editor) geralmente se sentava ao lado de imagens dos deuses que assistiam ao espetáculo, num banco elevado e conspícuo chamado "pulvinar"; mas os bancos imediatamente no perímetro da pista é que ofereciam a melhor visão, muito mais próxima. Em 494 a.C., nos primeiros anos da República Romana, o ditador Mânio Valério Máximo e seus descendentes receberam o direito a uma cadeira curul na curva sudeste, um excelente local para assistir às corridas — uma cadeira propriamente dita era levada até o local e é improvável a existência de um assento permanente nesta fase. Em 190 a.C., assentos permanentes de pedra passaram a ser construídos exclusivamente para uso dos senadores. Segundo Lívio, a plebe se sentava "promiscuamente" (em latim: antea in promiscuo spectabant).

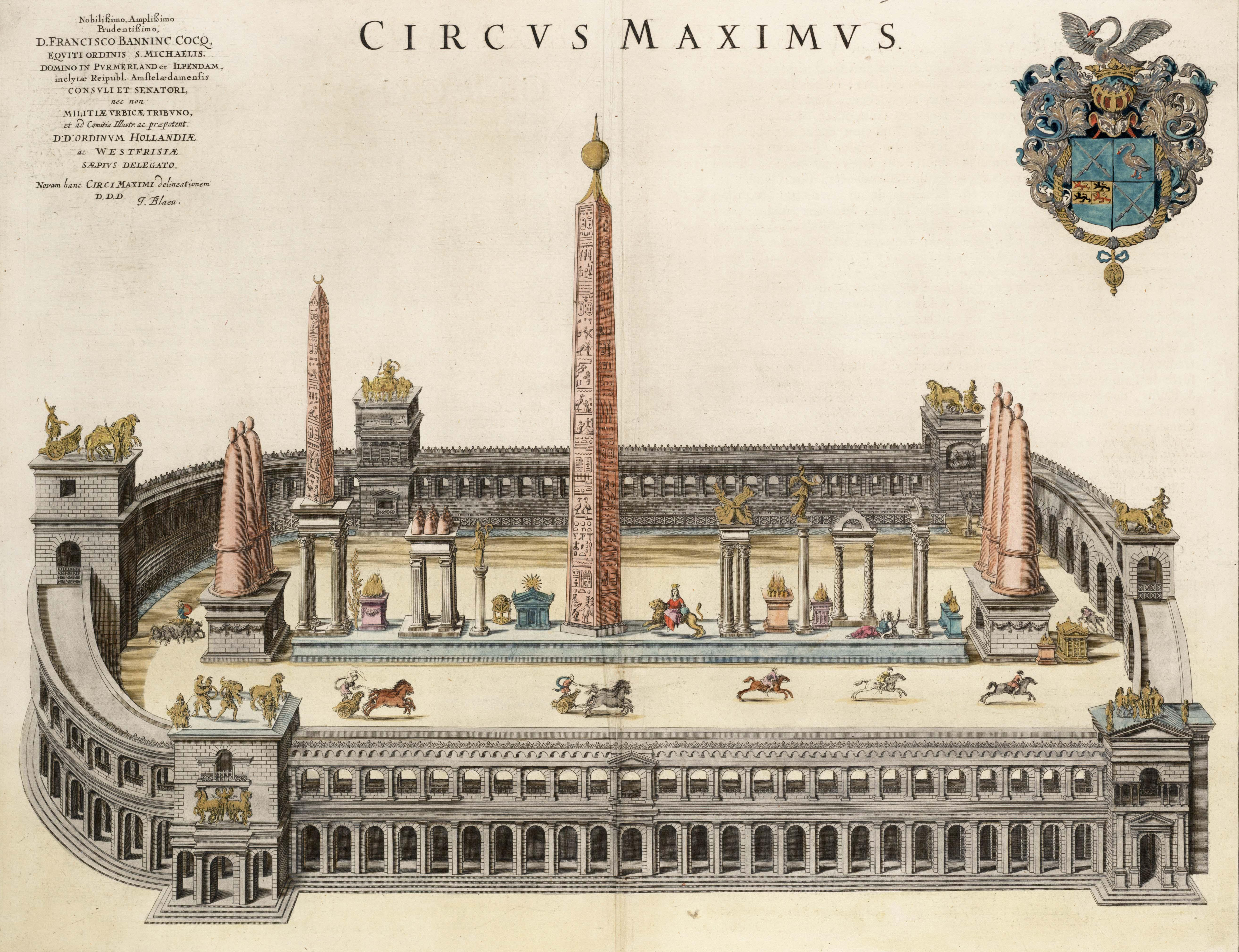
Imagem do Circo Máximo no Atlas van Loon (1649) mostrando claramente a espina. O obelisco menor, à esquerda, é o Obelisco Flamínio. O maior, no meio, é o Obelisco Laterano.

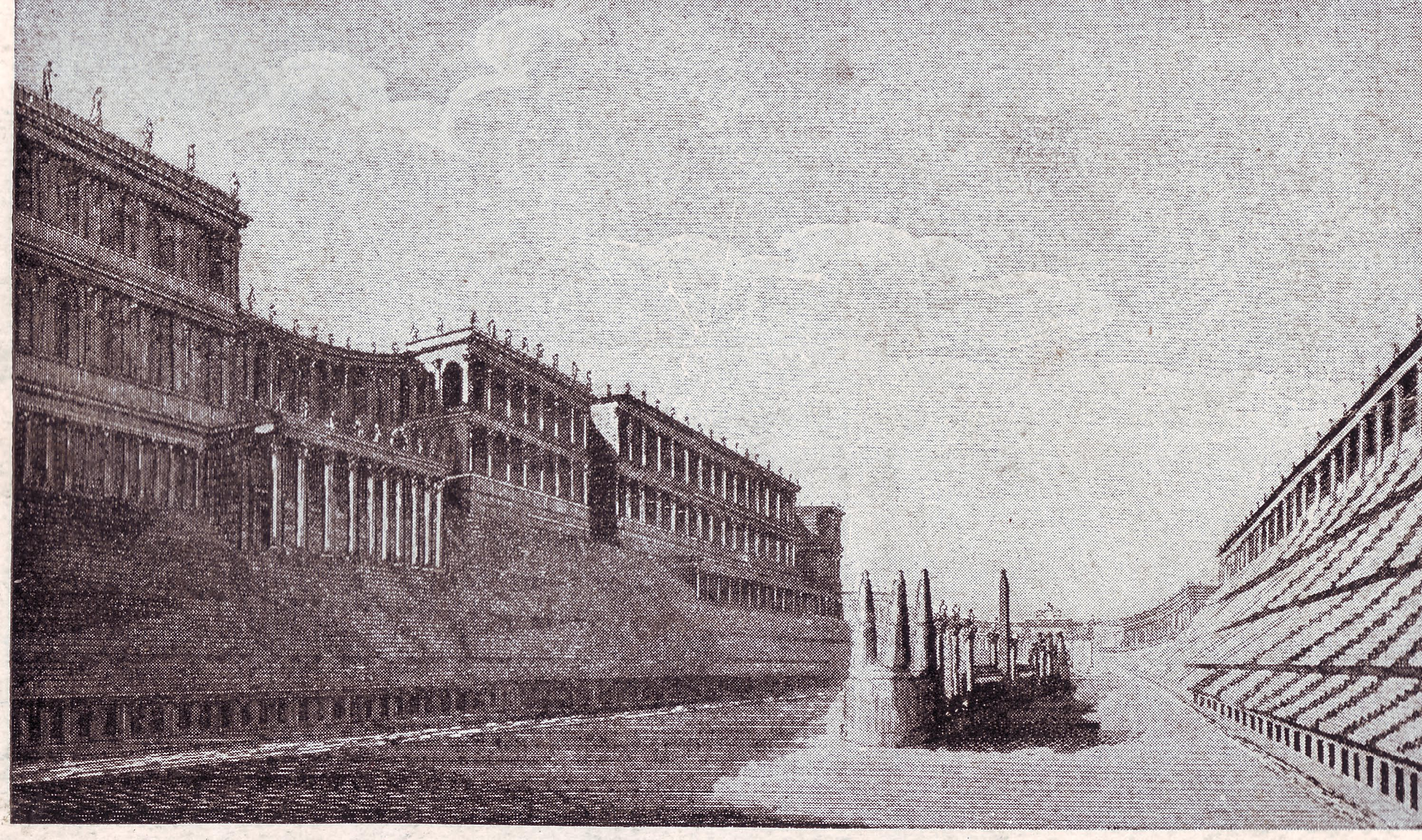
Gravura com a vista do Circo ao nível do chão. À esquerda, o Palatino e o pulvinar imperial. À direita, o Aventino.

Baias individuais de partida ("carceres") permanentes de madeira foram construídas em 329 a.C.. Elas tinham portões, eram pintadas de cores brilhantes e estavam escalonadas para igualar as distâncias de cada uma delas em relação à espina. Em teoria, elas podiam abrigar até 25 carruagens de quatro cavalos lado-a-lado, mas quando a corrida em times foi introduzida, elas foram ampliadas e o número de baias se reduziu. No final do período republicano ou início do período imperial, havia doze baias. Na frente das divisões entre elas estavam hermas que serviam como fecho para os portões de molas (com tensionadores similares aos das balistas, feitos de tendões retorcidos), o que permitia que doze quadrigas ou bigas iniciassem simultaneamente a corrida. Os locais de partida eram sorteados e os vários times eram identificados por cores: os "vermelhos" e os "brancos" eram os mais proeminentes na literatura republicana e os "verdes" e os "azuis" no período imperial. Tipicamente, eram sete voltas por corrida e, a partir de pelo menos 174 a.C., elas eram contadas utilizando grandes ovos de metal &mdash: Castor e Pólux, que nasceram de um ovo, eram os patronos dos cavalos, cavaleiros e dos equestres. Em 33 a.C., um sistema adicional para contar voltas com grandes golfinhos de bronze (euripus) foi acrescentado e posicionado acima da espina para máxima visibilidade.
As obras de Júlio César no Circo, começando a partir de 50 a.C., ampliaram as arquibancadas para toda a volta da pista, com exceção dos carceres e da entrada processional na extremidade semi-circular. A pista media aproximadamente 621 metros de comprimento e 150 metros de largura. Havia um fosso entre o perímetro da pista e as arquibancadas para proteger os espectadores e ajudar na drenagem das chuvas. O terço mais baixo da arquibancada era chamado de cavea e a seção frontal ao longo da reta principal era reservada aos senadores; o período imediatamente atrás era reservado aos equestres. As fileiras exteriores, dois-terços do total, eram utilizadas pela plebe e pelos não-cidadãos. Elas eram de madeira e acomodavam abaixo lojas e as entradas para a arquibancada. O número total de assentos é incerto, mas provavelmente estava na ordem de 150 000; a estimativa de 250 000 feita por Plínio é improvável.

### Período imperial
Os danos provocados por um incêndio em 31 a.C. foram provavelmente reparados por Augusto, que, de forma modesta, assumiu o crédito apenas por um obelisco e um pulvinar no local, mas ambos foram obras grandiosas. O obelisco foi trazido de Heliópolis, um transporte imensamente custoso, e foi erigido bem no meio da espina. Foi o primeiro obelisco de Roma, um objeto sagrado exótico e uma lembrança perene da vitória de Augusto sobre seus inimigos e seus aliados egípcios na recente guerra civil. Graças ao imperador, Roma conseguiu uma paz duradoura e uma rica nova província. O pulvinar foi construído em escala monumental, incluindo a construção de um templo no alto da arquibancada. Era dali que, às vezes, Augusto assistia aos jogos, junto com os demais deuses. Ele também reconstruiu o Templo de Ceres, que ficava acima dos carceres, que provavelmente também foi danificado pelo incêndio. Este é o circo descrito por Dionísio de Halicarnasso (c. 30 a.C. - 8 d.C.) como "uma das mais belas e admiráveis estruturas de Roma", com "entradas entradas e escadas para os espectadores em todas as lojas, de forma que incontáveis milhares de pessoas podiam entrar e sair sem nenhuma inconveniência".
O local permaneceu propenso a inundações, como atesta a transferência dos Jogos Marciais de 12 d.C. por conta disto, provavelmente pelas baias de partida, uma situação que permaneceu até uma reforma patrocinada por Cláudio, que provavelmente incluía um aterro contra inundações. Incêndios no apinhado perímetro de lojas de madeira e nas arquibancadas eram um perigo muito maior. Um incêndio em 36 a.C. aparentemente começou na oficina de um artesão de cestos sob as arquibancadas do lado do Aventino; o imperador Tibério compensou os vários pequenos lojistas pelos seus prejuízos. Em 64, durante o reinado de Nero, um grande incêndio começou na extremidade semi-circular do Circo, se alastrou pelas arquibancadas e lojas e destruiu grande parte da cidade. Mas jogos e festivais continuaram a ser realizados no Circo Máximo, que foi reconstruído anos depois.
No final do século I, a espina central estava composta por uma série de tanques de água (ou um grande tanque único que era atravessado por pontes em alguns pontos), o que oferecia oportunidades para devaneios artísticos dos patronos, o que incluía templos e estátuas de variadas divindades e fontes. Além disso, a espina servia de refúgio para os participantes das várias atividades perigosas realizadas no circo, como caçadas ou a recuperação dos feridos durante as corridas.
Em 81, o Senado Romano construiu um arco triplo na extremidade semi-circular do Circo para substituir (ou ampliar) a antiga entrada processional (não confundir com o Arco de Tito do Fórum Romano). O imperador Domiciano construiu um novo palácio com muitos andares no Palatino adjacente ao Circo e provavelmente assistia os eventos dali, bem no alto e longe da vista dos romanos abaixo. É provável que uma reforma estivesse em andamento quando ele foi assassinado em 96.
O risco de novos incêndios e o destino de Domiciano podem ter motivado Trajano a reconstruir o Circo Máximo inteiramente em pedra, incluindo um novo pulvinar nas arquibancadas onde o imperador pudesse ser visto e homenageado como parte da comunidade romana juntamente com os deuses. Durante seu reinado, o Circo completou seu desenvolvimento, que permaneceu imutável a partir daí, com exceção de algumas poucas adições monumentais por imperadores tardios e de uma grande reconstrução dos carceres na época de Caracala e reparos, alguns dos quais não previstos e de grande porte, como o realizado por Diocleciano (r. 284-305) depois que uma arquibancada ruiu matando cerca de 13 000 pessoas.

### Períodos posteriores
Durante a Idade Média, uma torre foi construída na extremidade sul, conhecida como Torre della Moletta, pela família Frangipane.

## Importância religiosa
A curva sudeste da pista passava entre dois santuários que provavelmente são anteriores à formalização do espaço do próprio circo como arena de corridas. Um deles, a sudeste do perímetro exterior, era dedicado à deusa que dava nome ao vale onde estava o Circo, Múrcia, uma divindade obscura associada a Vênus, ao arbusto de mirto, a uma fonte de água, ao riacho que dividia o vale e um dos picos menores do Aventino. O outro ficava na meta sudeste, onde havia um templo subterrâneo dedicado a Consus, um deus menor dos armazéns de cereais e ligado à deusa da agricultura Ceres e aos deuses do subterrâneo (em latim: Dei Inferi). Segundo a tradição romana, Rômulo descobriu este santuário logo depois da fundação de Roma e inventou o festival da Consuália como forma de atrair seus vizinhos sabinos para uma celebração que incluía corridas de cavalos e bebidas. Durante uma delas é que teria ocorrido o famoso rapto das sabinas, o que localizaria o mito no Circo Máximo.

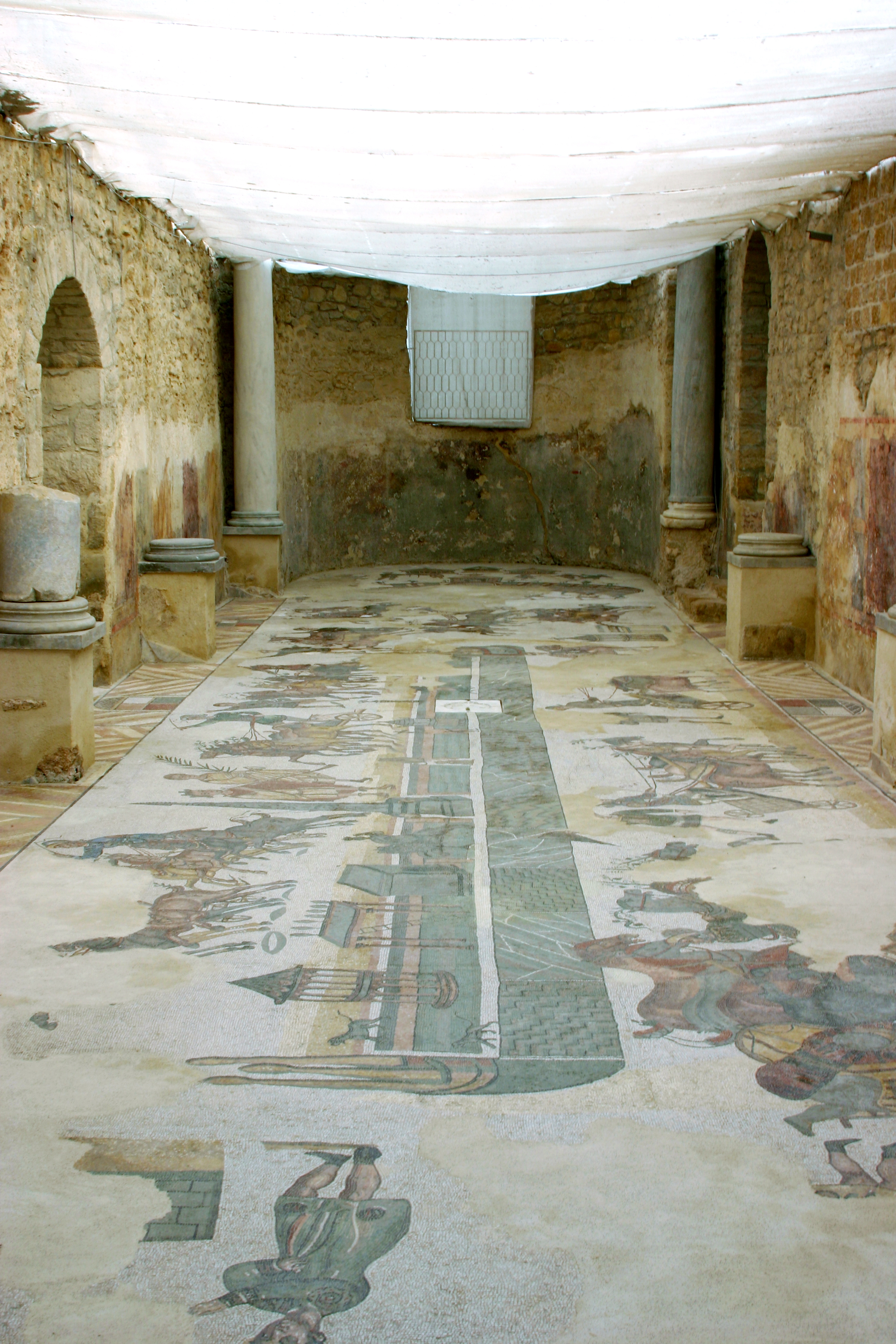
Mosaico em Villa Romana del Casale, na Sicília, representando uma corrida no Circo Máximo.

Nesta época quase-lendária, corridas de cavalo ou de bigas provavelmente já ocorriam no local e a largura da pista pode ter sido determinada justamente pela distância entre estes dois santuários e seu comprimento pela distância entre os dois e o Altar de Hércules (em latim: Ara Maxima), supostamente mais antigo que a cidade e localizado bem atrás dos portões de partida (carceres). Em desenvolvimentos posteriores, o altar de Consus, como um dos deuses patronos do Circo, foi incorporado à estrutura da meta sudeste. Quando o riacho do vale foi parcialmente canalizado entre as metas — formando a espina —, o santuário de Múrcia foi mantido ou reconstruído. No final do período imperial, tanto a curva sudeste quanto o próprio Circo eram às vezes chamados de Vallis Murcia.
Templos dedicados a várias outras divindades rodeavam o Circo, a maioria deles hoje perdida. O Templo de Ceres e o Templo de Flora estavam juntos na encosta do Aventino, mais ou menos do lado oposto aos portões de partida, que permanecia sob a proteção de Hércules. Mais para o sudeste, também no Aventino, estava o Templo de Luna, a deusa lunar. Na encosta acima da curva sudeste estavam o Templo de Vênus Obsequente, o Templo de Mercúrio e o Templo de Dis Pater (ou Sumano). Na encosta do Palatino, opostos respectivamente aos templos de Ceres e Luna, estavam o Templo de Magna Mater e o Templo de Apolo, o deus do sol.
Os cultos do sol e da lua estavam provavelmente representados no Circo desde suas fases iniciais e sua importância cresceu com a introdução do culto a Apolo e o desenvolvimento do monismo estoico e solar como base teológica do culto imperial. No período imperial, o deus-sol era o patrono do Circo e seus jogos. Seu obelisco sagrado comandava a arena de sua posição na espina, perto de seu templo e da linha de chegada. O deus-sol era o condutor maior e vitorioso, conduzindo sua quadriga através do circuito celeste do amanhecer até o pôr-do-sol. Sua parceira, Luna, conduzia sua biga à noite e juntos eles representavam o movimento previsível e ordenado do cosmos e o circuito do tempo, cuja analogia maior era a pista do Circo Máximo. Na cosmologia imperial, o imperador era o equivalente terrestre de Apolo. O Templo de Luna, muito anterior ao de Apolo, queimou no grande incêndio de 64 e provavelmente não foi substituído. Seu culto estava intimamente ligado ao de Diana, que parece ter sido representada nas procissões que davam início aos jogos no Circo e com Sol Indiges, geralmente identificado como irmão dela. Depois que o templo queimou, seu culto pode ter sido transferido para o templo do Sol na espina ou para um templo ao lado dele; ambos provavelmente se abriam diretamente para o céu, sem telhado.
Diversos festivais, alguns com data de fundação incerta, eram realizados no Circo Máximo. A Consuália, com sua mítica fundação por Rômulo, e a Cereália, o grande festival de Ceres, eram provavelmente mais antigos que os mais antigos jogos historicamente atestáveis, realizados em homenagem a Júpiter em 366 a.C.. No começo do período imperial, Ovídio descreve a abertura da Cereália (do meio para o fim de abril) com uma corrida de cavalos no Circo seguida pela soltura, durante a noite, de raposas na arena com suas caudas em chamas.

## Status atual e usos modernos

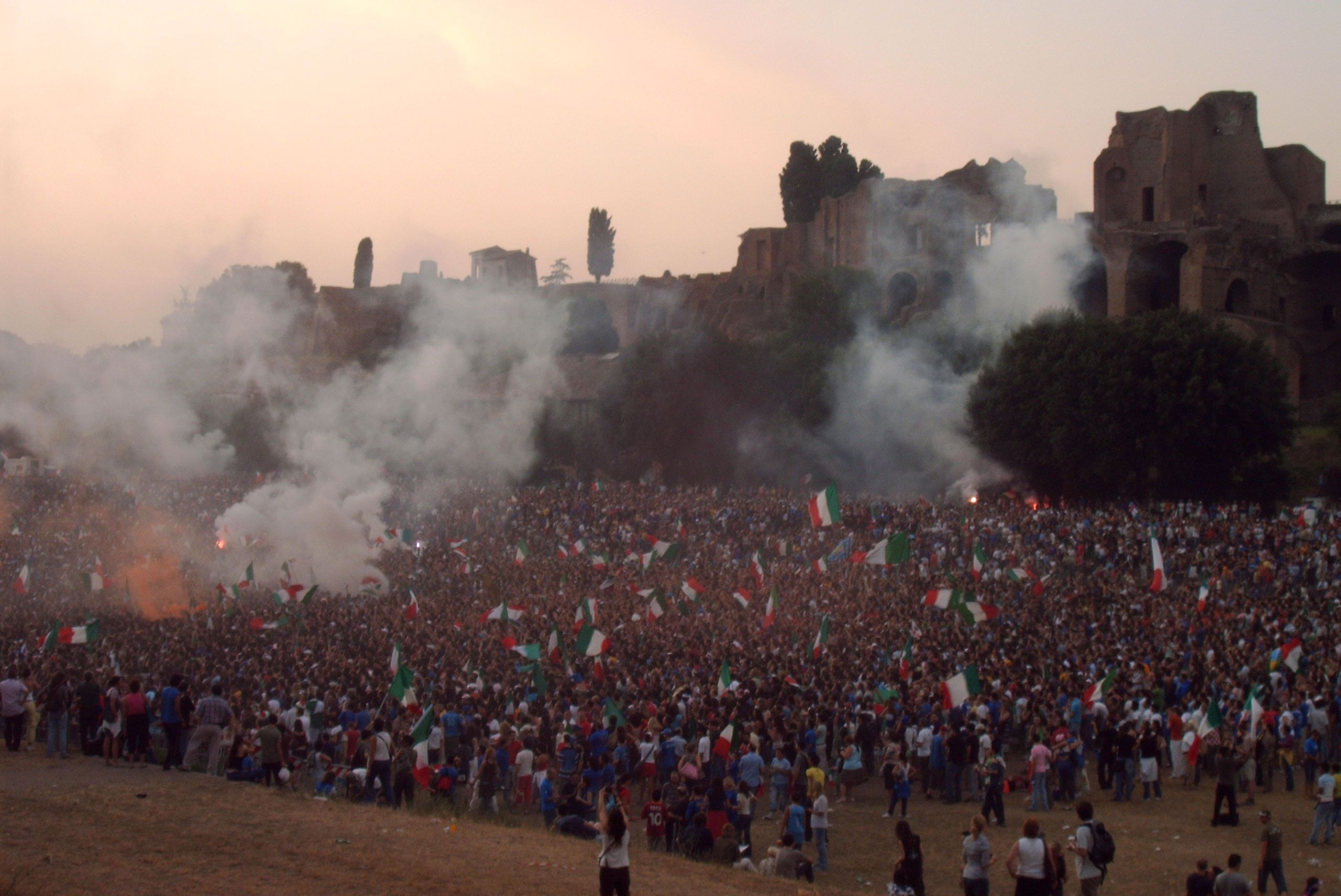
Comemorações pela conquista da Copa do Mundo de 2006 pela Itália.

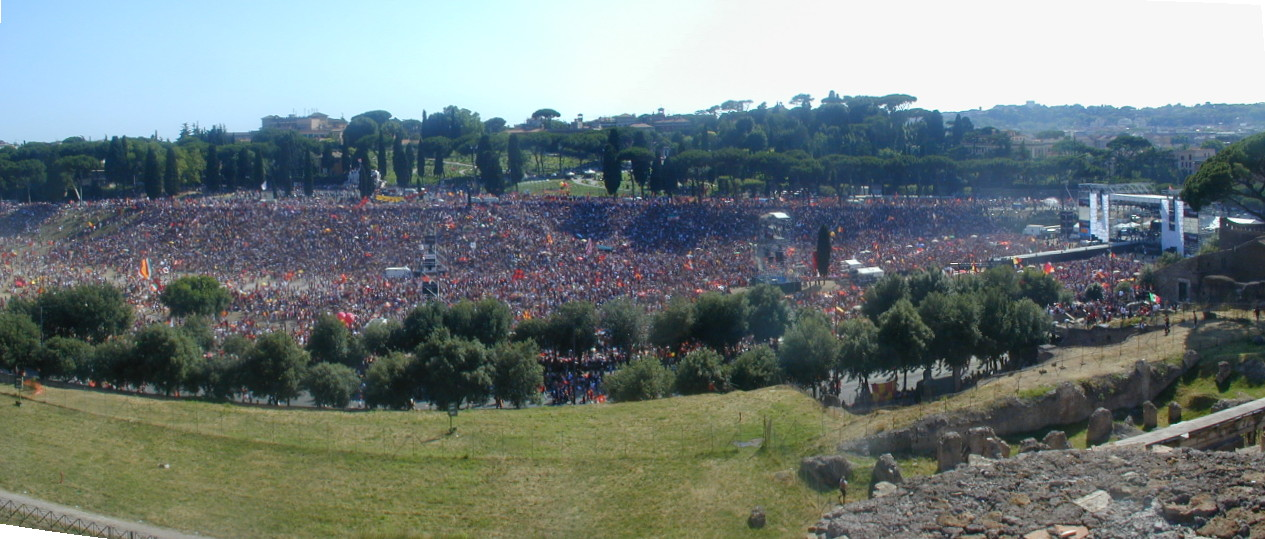
Comemorações pela conquista do Scudetto de 2001 pela AS Roma.

Depois do século VI, o Circo Máximo foi abandonado e se arruinou; sua estrutura passou a servir de fonte de materiais de construção. Os níveis inferiores, sempre propensos a inundações, acabaram gradualmente enterrados por causa do depósito de terra e detritos e, por conta disto, a pista original está atualmente enterrada a cerca de seis metros abaixo do atual nível do solo. No século XI, o Circo foi "substituído por moradias alugadas pela congregação de São Guido". No século XII, um curso d'água foi escavado no local para drenar o vale e, na década de 1500, a área foi utilizada como mercado. Muitas das estruturas principais do Circo sobreviveram a estas mudanças; em 1587, dois obeliscos foram removidos da espina pelo papa Sisto V: o Obelisco Flamínio foi posicionado na Piazza del Popolo e o Obelisco Laterano, em frente ao Palácio de Latrão. Escavações em meados do século XIX no local descobriram as porções inferiores de uma fileira das arquibancadas e um pórtico exterior. Desde então, uma série de escavações expuseram mais seções da arquibancada, a extremidade curvada e a espina. Contudo, novas escavações têm sido limitadas pela escala, profundidade e pela umidade do solo.
Atualmente, o Circo Máximo é um grande parque público no centro da cidade de Roma frequentemente utilizado para concertos e manifestações. A banda Genesis realizou um concerto para um público de cerca de 500 000 pessoas no local em 2007 (When in Rome 2007). Ali também foi o local das comemorações pela conquista da Copa do Mundo de 2006 pela Itália.  Nos dias 21 e 22 de Julho de 2018 a cantora italiana Laura Pausini entrou para a história por ser a primeira mulher a realizar não só um, mas dois shows esgotados no local como estréia da turnê Fatti Sentire World Wide Tour. Com um público superior a 70 mil pessoas (duas datas) os espetáculos das duas datas foram filmados e em breve serão exibidos pelo Canale 5 (rede de TV italiana).